# شركة الحمراء العقارية
شركة الحمراء العقارية هي شركة عقارية كويتية، تأسست عام 2004 برأس مال يبلغ 60 مليون دينار كويتي وهي إحدى الشركات التابعة لشركة أجيال العقارية، تمتلك الشركة أطول برج في الكويت وأطول برج أعمال في الشرق الأوسط وهو برج الحمراء.

## التأسيس
تأسست شركة الحمراء العقارية في عام 2004 برأسمال يبلغ 60 مليون دينار كويتي، كأحد الشركات التابعة لشركة أجيال العقارية.

## زيادة رأس المال
قامت شركة أجيال العقارية في في 2010، بطرح اكتتاب لزيادة رأسمال شركة الحمراء من 60 مليونا إلى 100 مليون دينار، وكانت شركة أجيال تمتلك 59% من رأسمال شركة الحمراء العقارية ولعدم توافر السيولة اللازمة لدفع حصتها في زيادة رأس المال المطلوبة، فقد تنازلت «اجيال العقارية الترفيهية» عن حصتها في الاكتتاب إلى مساهميها، وانخفضت حصة أجيال بعد الاكتتاب إلى 35.53%.